# Sephena zolexa
Sephena zolexa är en insektsart som beskrevs av Medler 2000. Sephena zolexa ingår i släktet Sephena och familjen Flatidae. Inga underarter finns listade i Catalogue of Life.